# Béatrice de Champagne
Béatrice de Champagne ou Béatrice de Navarre (née en 1242 - † en 1295) est la fille de Thibaut IV de Champagne, comte de Champagne et roi de Navarre, et de sa troisième épouse Marguerite de Bourbon. Elle devient duchesse de Bourgogne par son mariage avec Hugues IV de Bourgogne.

## Biographie
En 1258, elle épouse le duc de Bourgogne Hugues IV, veuf de Yolande de Dreux et devient duchesse de Bourgogne. Elle apporte comme dot la châtellenie d'Isle-sur-Serein, qui a longtemps été tenue pour les comtes de Champagne par la maison de Montréal. Au moment de ce mariage, Béatrice est alors âgée d'environ 16 ans tandis que son époux à environ 45 ans.
La jeunesse et la beauté de Béatrice lui aurait apporté un certain ascendant sur le duc de Bourgogne qui l'aurait poussé à favoriser les enfants issus de son deuxième lit, notamment Huguenin, par rapport à ses aînés issus de son premier mariage et provoquant la jalousie de son héritier Robert II. Ces querelles avec son beau-fils poussèrent Béatrice à demander au roi Saint-Louis des lettres de sauvegarde pour elle et de garantie pour ses biens. Quant à Robert, craignant l'influence de la duchesse sur son père, il obtient de lui qu'il l'émancipe et qu'il lui abandonne le duché avant de décéder quelques jours plus tard.
Elle devient veuve à la fin du mois de novembre 1272 à l'âge de 29 ans et se réfugie alors dans les domaines de son frère Henri III en Champagne afin d'échapper au nouveau duc Robert II contre qui elle ne peut défendre son douaire ainsi que les apanages de ses enfants. Robert II et Béatrice trouvent un accord le 19 mai 1273 à Sézanne dans lequel elle obtient pour douaire la châtellenie de Châtillon-sur-Seine. Puis le 2 septembre 1273, elle renonce à toutes les prétentions qu'elle pourrait avoir sur la succession du comté de Champagne. Dans les années suivantes, Béatrice aura d'autres querelles avec son beau-fils Robert, notamment à propos de l'héritage de ses enfants.
Béatrice se retire par la suite dans son château de l'Isle-sur-Serein qui faisait partie de sa dot. Elle semble par la suite avoir fait la paix avec son beau-fils et décède en 1295 dans le château Villaines-en-Duesmois.

## Mariage et enfants
En 1258, elle épouse en tant que deuxième femme Hugues IV de Bourgogne, duc de Bourgogne, veuf de Yolande de Dreux, fils d'Eudes III de Bourgogne et d'Alix de Vergy, dont elle a cinq enfants :
- Hugues de Bourgogne dit Huguenin (vers 1260 † 1288), seigneur de Montréal et vicomte d’Avallon et qui épouse en 1280 Marguerite de Chalon, fille de Jean Ier de Chalon et de Laure de Commercy, dont une fille unique : 
  - Béatrice de Bourgogne (1281 † 1291) ;
- Marguerite de Bourgogne († après 1300), qui épouse en 1272 Jean Ier de Chalon, seigneur d'Arlay[4] ;
- Béatrice de Bourgogne (av. 1264 † 1328), qui épouse en 1276 Hugues XIII, seigneur de Lusignan, comte de la Marche et d'Angoulême ;
- Isabelle de Bourgogne (1270 † 1323 ?), qui épouse en 1284 Rodolphe Ier de Habsbourg († 1291), empereur romain germanique et, peut-être, en secondes noces Pierre de Chambly, seigneur de Neauphle ;
- Jeanne de Bourgogne († 1295), qui devint moniale.

## Source
- Marie Henry d'Arbois de Jubainville, Histoire des Ducs et Comtes de Champagne, 1865.
- Ernest Petit, Histoire des ducs de Bourgogne de la race capétienne, 1889.